# 西班牙郵政

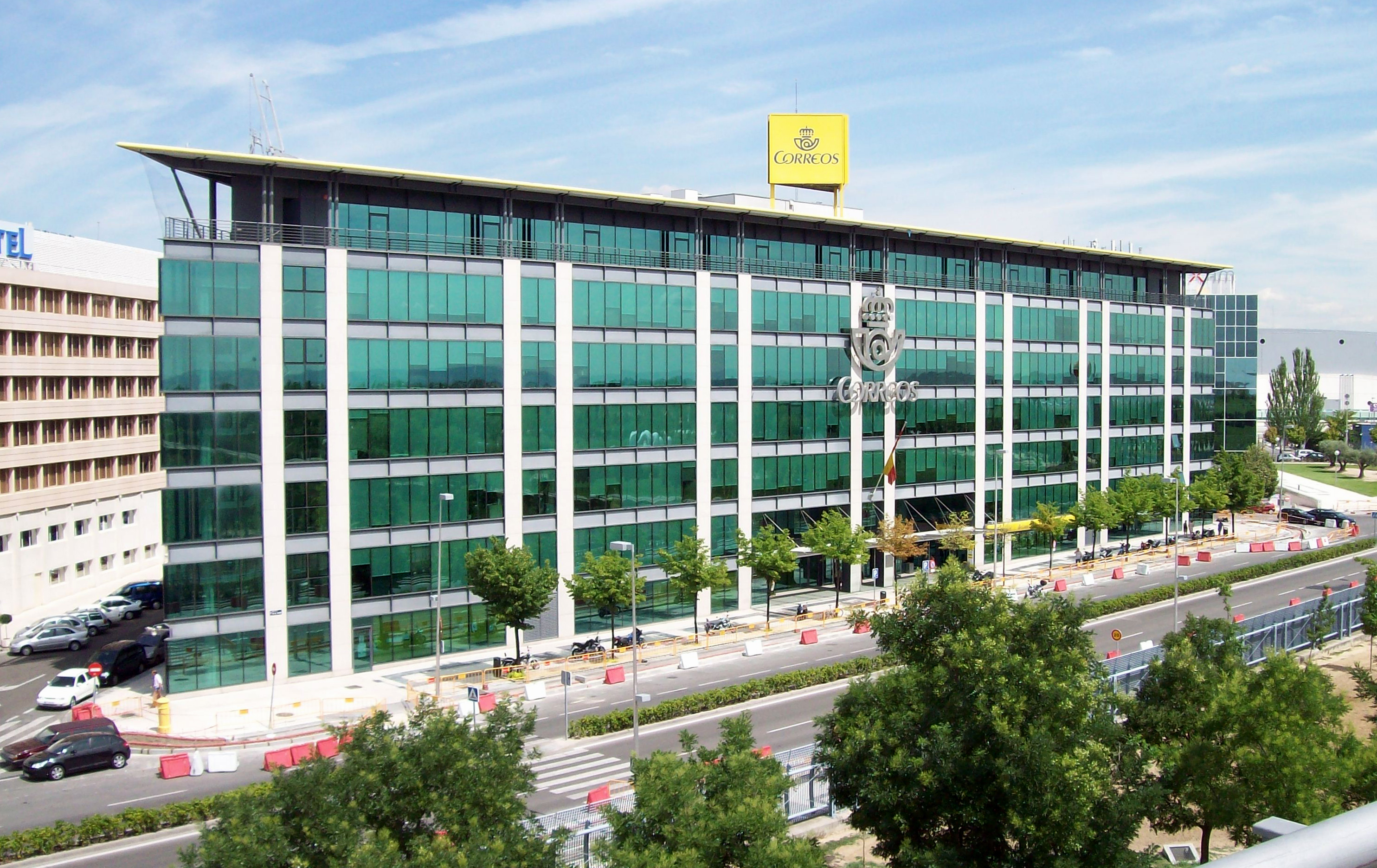
西班牙郵政總部

西班牙郵政（Sociedad Estatal de Correos y Telégrafos, S.A., S.M.E.）是西班牙的國有郵政服務公司，服務範圍包括西班牙和安道爾。該公司總部位於馬德里，是世界最大的郵政企業之一。西班牙郵政僱傭有超過53,000名員工，擁有超過10.000個網點。

## 外部連結
- Correos Website (in Spanish)